# Mesocrina dalhousiensis
Mesocrina dalhousiensis är en stekelart som först beskrevs av Sharma 1978.  Mesocrina dalhousiensis ingår i släktet Mesocrina och familjen bracksteklar. Inga underarter finns listade i Catalogue of Life.